# اتهامات الفساد ضد سوهارتو
اتهامات الفساد ضد سوهارتو رُكز التحقيق في اتهامات الفساد ضد الرئيس الإندونيسي السابق سوهارتو بشكل رئيسي على الفساد الذي ارتكبه خلال حكمه الذي دام 32 عاما. في تقرير الشفافية العالمية الذي أعدته منظمة الشفافية الدولية في عام 2004، تم تصنيفه في المرتبة الأولى بين أكثر القادة فسادًا، مما تسبب في خسارة من 15 إلى 35 مليار دولار أمريكي من أموال الدولة.
ترأس سوهارتو العديد من المنظمات التي أسست باستمرار خلال فترة حكمه، مع وظائف مختلفة كانت لهذه المؤسسات، بما في ذلك توفير التعليم والصحة والدعم للمحاربين القدامى الذين قاتلوا في تريكورا. يشتبه في أن كل تلك المنظمات تتلقى أموالاً تم اختلاسها من أموال الدولة.

## التاريخ
بعد سقوط سوهارتو، ظهرت دعوات لاعتقاله بعد ظهور اتهامات بالفساد. قرار مجلس الشورى الشعبي رقم 11/1998 يعلن أن أي محاولات للقضاء على الفساد يجب أن تتم بشكل شامل، بما في ذلك ضد الرئيس سوهارتو المذكور صراحة.
على الرغم من التحقيقات الجارية في قضية فساد مزعومة، قال النائب العام عبد الرحمن صالح في عام 2006 أنه أذن بإصدار «قرار إنهاء مرسوم الاضطهاد الجنائي» الذي يوقف كل محاولة لمقاضاة سوهارتو على أرض الواقع أن صحته الجسدية والعقلية غير صالحة لحضور جلسة المحكمة. ألغيت محكمة ولاية جنوب جاكرتا القرار بحجة أن اللياقة البدنية والعقلية لم تكن سببًا صحيحًا لتعليق الملاحقة القضائية. سمح إلغاء القرار بمرور الدعوى لمحاكمة سوهارتو.
في 25 سبتمبر 2024، ألغت الجمعية الاستشارية الشعبية المادة 4 من قرار الجمعية الاستشارية الشعبية رقم XI/MPR/1998، الذي اتهم سوهارتو ورفاقه بارتكاب أعمال فساد وتواطؤ ومحسوبية (ذكرت المادة 4 اسم سوهارتو على وجه التحديد). وكان السبب المعلن وراء ذلك هو أن سوهارتو لم يُحاكم قط على هذه الاتهامات قبل وفاته في عام 2008.

## مؤسساته

### سوبرسيمار
تأسست من قبل سوهارتو في عام 1974، تقدم هذه المنظمة منحا دراسية للطلاب الإندونيسيين. كان دخل هذه المؤسسة بشكل رئيسي من البنوك المملوكة للدولة، بموجب المرسوم رقم. 15/1976 حيث يضفي الشرعية على دخل البنوك المملوكة للدولة ليتم إيداعه في مؤسسة سوبرسيمار.
في عام 2015 نطق الحكم بأن مؤسسة سوبرسيمار مذنبة بعد عدة محاولات فاشلة للنقض في عام 2015، مما أجبر المنظمة على دفع 4.4 تريليون روبية. كان دخل المؤسسة يبلغ 420 مليون دولار أمريكي و185 مليار روبية، والتي تم ترتيبها في البداية للحصول على منح دراسية ولكن تم تسليمها بدلاً من ذلك بين سوهارتو وشركاته المحسوبة. تم توزيع 420 مليون دولار أمريكي على بنك دوتا، و13 مليار روبية لشركة سيمباتي للطيران، والباقي لشركات وتعاونيات أخرى.